# 2008
Het jaar 2008 is een jaartal volgens de christelijke jaartelling. Het is een schrikkeljaar en heeft dus 366 dagen.

## Gebeurtenissen
januari
- 1 - Invoering door de UCI van het bloedpaspoort voor wielrenners. Zo moeten afwijkende bloedwaarden door doping sneller kunnen worden vastgesteld.
- 1 - Malta en Cyprus hebben vanaf nu ook de euro als betaalmiddel.
- 1 - Opmerkelijke voetbaltransfer: Kenneth Pérez keert per direct weer terug naar Ajax en verlaat PSV. Eerder vertrok hij aan het begin van het seizoen van Ajax naar PSV.
- 2 - De olieprijs passeert voor het eerst de US$ 100-grens.
- 4 - Barack Obama wint tijdens Amerikaanse presidentsverkiezingen als eerste de voorverkiezingen voor de Democratische Partij in Iowa.
- 5 - In Georgië zijn er vervroegde presidentsverkiezingen, na straatprotesten in november 2007. Micheil Saakasjvili wordt met 53,5% van de stemmen voor een tweede termijn herkozen.
- 21 - De A37 wordt geopend.
- 24 - Minister-president Romano Prodi van Italië treedt af na een vertrouwensstemming in het parlement verloren te hebben.
- 26 - De Nederlandse bisschop Wim Eijk wordt officieel als aartsbisschop van Utrecht geïnstalleerd.
- 28 - De eerste EGTS in de hele Europese Unie is de Eurometropool Rijsel - Kortrijk - Doornik.
- 29 - Samak Sundaravej wordt ingezworen als nieuwe minister-president van Thailand.

februari
- 2 - De hoofdstad van Tsjaad, Ndjamena wordt door rebellen aangevallen.
- 3 - Joran van der Sloot wordt ontmaskerd in een zeer goed bekeken tv-uitzending, gemaakt door Peter R. de Vries, over de verdwijning van Natalee Holloway.
- 4 - De uitreiking van de Vlaamse Cultuurprijzen is de eerste uitzending op Canvas+, het digitale luik van Canvas.
- 10 - Egypte wint de Afrika Cup ten koste van Kameroen door te winnen met 1-0 in Accra, Ghana.
- 11 - De Groningse gemeente Oldambt kondigt aan de buurtschap Ganzedijk te willen teruggeven aan de natuur, dit vanwege de bevolkingskrimp.
- 15 - In de Amerikaanse staat Illinois schiet een jongeman in de aula van een universiteit zes studenten dood en pleegt daarna zelfmoord.
- 15 - De Amerikaanse avonturier Steve Fossett is officieel dood verklaard, nadat hij sinds 3 september 2007 vermist was.
- 17 - Kosovo roept eenzijdig onafhankelijkheid uit van Servië.
- 18 - De regering van het Verenigd Koninkrijk nationaliseert de door de kredietcrisis in problemen geraakte bank Northern Rock.
- 24 - Fidel Castro wordt, na 49 jaar, opgevolgd door zijn broer Raúl Castro als leider van Cuba.
- 25 - Lee Myung-bak treedt aan als president van Zuid-Korea.
- 26 - Opening van de Wereldzadenbank op Spitsbergen.

maart
- 1 - 52 Palestijnen en 2 Israëliërs komen om het leven bij luchtaanvallen op de Gazastrook.
- 1 - Het leger van Colombia voert een raid uit in Ecuador tegen een kamp van de Revolutionaire Strijdkrachten van Colombia (FARC), een diplomatieke crisis volgt.
- 2 - Bruno Valkeniers wordt door 94,6 procent van de kaderleden van Vlaams Belang verkozen tot nieuwe partijvoorzitter.
- 2 - De Russen verkiezen een opvolger voor Vladimir Poetin. De gedoodverfde kandidaat Dmitri Medvedev wint met 70% van de stemmen. Volgens waarnemers van de Raad van Europa zijn de presidentsverkiezingen niet vrij verlopen. De tegenkandidaten waren Gennadi Zioeganov (10%), de ultranationalist Vladimir Zjirinovski (18%) en de outsider Andri Bogdanov (2%).
- 14 - Rellen in Tibet tegen de Chinese overheersing.
- 17 - De Amerikaanse zakenbank JP Morgan Chase brengt een bod uit op de noodlijdende concurrent Bear Stearns, waarmee de Amerikaanse bankencrisis in een nieuwe fase komt.
- 20 - België heeft eindelijk een regering, na 9 maanden onderhandelen. Premier wordt de christen-democraat Yves Leterme.
- 23 - 1e paasdag valt op deze datum en dat is extreem vroeg. (De vroegste datum is 22 maart)
- 24 - Voor het eerst worden in Bhutan parlementsverkiezingen gehouden.
- 27 - De anti-Koranfilm Fitna van de politicus Geert Wilders wordt op internet gepubliceerd.
- 28 - Wetenschappers hebben het vermoedelijk oudste geluidsfragment dat ooit is opgenomen ontdekt. Het is een stem (vermoedelijk van Édouard-Léon Scott de Martinville) die Au clair de la lune zingt. De opname uit 1860 werd teruggevonden in een archief in Parijs.

april
- 2 - Op een bijeenkomst in Boekarest treden Albanië en Kroatië toe tot de NAVO.
- 3 - De grensovergang in de Ledrastraat in Nicosia tussen Turks- en Griekssprekend Cyprus gaat open.
- 3 - 19 mensen komen om bij een vliegtuigcrash in Suriname.
- 6 - Filip Vujanović wint de presidentsverkiezingen in Montenegro.
- Jongeren in Egypte roepen in Facebook op tot een algemene werkstaking ter ondersteuning van arbeiders in de industriestad Mahalla Al-Kubra. Dit is het begin van de 6 April Beweging.
- 13 - Een coalitie geleid door Silvio Berlusconi wint de parlementsverkiezingen in Italië.
- 20 - PSV heeft op de laatste speeldag van de Eredivisie het landskampioenschap voor de vierde opeenvolgende keer binnengesleept.
- 24 - Een Chinees schip met een lading wapens bestemd voor Zimbabwe is in Luanda (Angola) aangemeerd, maar het mag zijn lading niet lossen. De An Yue Jiang probeert al een week om zijn lading kwijt te raken, maar geen enkel land wil die accepteren, omdat de wapens bestemd zijn voor het regime van Robert Mugabe.
- 27 - Feyenoord wint de KNVB beker in het duel tegen Roda JC
- 27 - De Afghaanse president Hamid Karzai overleeft een aanslag op zijn leven in Kabul.
- 27 - Zaak-Fritzl: In Oostenrijk wordt een man gearresteerd die 24 jaar lang zijn dochter in een kelder heeft opgesloten en misbruikt.

mei
- 3 - In Myanmar overlijden naar schatting ruim 130.000 mensen als gevolg van de cycloon Nargis.
- 6 - De NorNed-kabel, een hoogspanningskabel over de bodem van de Noordzee voor het importeren door Nederland van stroom uit Noorwegen, wordt in gebruik genomen.
- 9 - Bij een zeer grote brand op een scheepswerf in De Punt (Drenthe) komen drie brandweermensen van het korps Eelde om.
- 12 - Meer dan 60.000 mensen komen om bij een aardbeving in China met een kracht van 7,9 op de schaal van Richter. Het epicentrum ligt 90 km ten noordwesten van Chengdu.
- 13 - Het gebouw van de faculteit Bouwkunde in Delft brandt af, ten gevolge van kortsluiting. Een aanzienlijk deel van de collectie van de bibliotheek gaat verloren.
- 14 - In het kielzog van de cyberoorlog van 2007 tegen Estland, heeft de NAVO het Cooperative Cyber Defence Centre of Excellence (CCD CoE) opgericht in Tallinn, Estland, om de cyberdefensie van de organisatie te verbeteren.
- 14 - UEFA Cup finale te Manchester (City of Manchester Stadium): FK Zenit Sint-Petersburg 2 - 0 Glasgow Rangers
- 21 - UEFA Champions League finale tussen Manchester United en Chelsea FC te Moskou 1-1 6-5 na penalty's (Olympisch Stadion Loezjniki)
- 23 - De Unie van Zuid-Amerikaanse Naties wordt gevormd door een fusie van de Andesgemeenschap en Mercosur.
- 24 - Rusland wint de finale van het Eurovisiesongfestival 2008.
- 28 - De grondwetgevende assemblee van Nepal schaft de monarchie af, het land wordt een federale republiek.

juni
- 4 - De herbouwde Wilms' Boô wordt officieel geopend door Margriet der Nederlanden.
- 7 - 29 - Het EK voetbal vindt plaats in Oostenrijk en Zwitserland.
- 9 - De iPhone 3G wordt geïntroduceerd.
- 12 - Ierland verwerpt in een referendum het verdrag van Lissabon.
- 26 - De Eilandsraad (Curaçao) gaat na een daglang vergaderen laat in de avond akkoord met een sanering van schulden door Nederland met daartegenover financieel toezicht door het Koninkrijk. In Willemstad begint een groep boze jongeren een jacht op Nederlanders, die culmineert in een aanval op het café Nachtwacht. Een jongen raakt ernstig gewond.
- 27 - Robert Mugabe wint de omstreden presidentsverkiezingen in Zimbabwe nadat Morgan Tsvangirai zich heeft teruggetrokken.
- 29 - Spanje wint het EK Voetbal door Duitsland met 1-0 te verslaan
- 30 - In Duisburg wordt de laatste kolenmijn gesloten.

juli
- 1 - Vervallen van de meeste uitzonderingen op het rookverbod in Nederland uit 2004.
- 2 - Íngrid Betancourt en 14 anderen worden door het Colombiaanse leger bevrijd na een jarenlange gijzelname door de FARC.
- 3 - Het Regionaal Landschap Rivierenland wordt opgericht in de provincie Antwerpen. Het omvat een aantal gemeenten aan de benedenloop van de rivieren Dijle, Nete, Zenne en Rupel.
- 10 - De film Hoe overleef ik mezelf? krijgt een Gouden Film voor het behalen van de eerste 100.000 bezoekers.
- 13 - Oprichting van de Unie voor het Middellandse Zeegebied.
- 21 - Radovan Karadžić, leider van de Servische Republiek tijdens de Bosnische Burgeroorlog en gezocht door het Joegoslavië-tribunaal, wordt in Servië gearresteerd.
- 27 - Carlos Sastre wint de Ronde van Frankrijk 2008
- 27 - Bij twee bomaanslagen in Istanboel vallen minstens 12 doden en tientallen gewonden
- juli - Bij Pömmelte-Zackermünde worden belangwekkende 4000 jaar oude houten restanten van een grote neolithische kringgreppel blootgelegd. Het "Ringheiligtum" bevat monumenten die aan het Britse Stonehenge doen denken. Vermoed wordt dat de constructies gebruikt werden voor offer- en dodenrituelen.

augustus
- 1 - Gedeeltelijke zonsverduistering.
- 1 - Bij de herindeling van Saksen worden de 22 districten van Saksen teruggebracht naar 10. Het aantal stadsdistricten wordt van 7 naar 3 gereduceerd.
- 6 - President Sidi Ould Cheikh Abdallahi van Mauritanië wordt afgezet in een staatsgreep.
- 7 op 8 -  De stad Tschinvali in Zuid-Ossetië wordt belegerd door Georgische troepen. Nadat Russische bommenwerpers tegenaanvallen hebben gedaan, zijn Russische tanks de stad binnengetrokken.
- 8 - 24 - Olympische Zomerspelen in Peking (China).
- 8 - Oorlog tussen Rusland en Georgië breekt uit over de afvallige regio Zuid-Ossetië.
- 12 - De Nederlandse cameraman Stan Storimans komt in de Georgische stad Gori om het leven bij een Russische beschieting van de burgerbevolking met een Iskander-raket.

- 15 - De curaçaose atleet Churandy Martina loopt in Het Vogelnest te Peking de 100 meter voor het eerst binnen de 10 secondegrens: 9,99 sec. In de halve finale zal hij die tijd nog verbeteren naar 9,97 en in de finale naar 9,93, waarmee hij vierde wordt.
- 16 - Rusland en Georgië tekenen een wapenstilstand.
- 18 - Pervez Musharraf treedt af als president van Pakistan.
- 20 - Spanair-vlucht JK 5022: bij een vliegtuigramp in Madrid komen 153 mensen om het leven.
- 26 - Rusland erkent Zuid-Ossetië en Abchazië.

september
- 1-14 - Orkaan Ike richt veel ravage in het Caribisch Gebied.
- 10 - In Zwitserland wordt de Large Hadron Collider voor het eerst in werking gezet.
- 14 - Kredietcrisis: de Amerikaanse bank Lehman Brothers vraagt faillissement aan; het grootste faillissement uit de geschiedenis.
- 14 - Sebastian Vettel wint voor het eerst een Formule 1 Grand Prix in Monza.
- 15 - Na onderhandelingen besluiten Robert Mugabe en Morgan Tsvangirai in Zimbabwe de macht te delen; Mugabe blijft president, Tsvangirai wordt premier.
- 16 - Kredietcrisis: de Amerikaanse regering nationaliseert American International Group.
- 17 - De Internationale Astronomische Unie erkent Haumea als de vijfde dwergplaneet in het zonnestelsel.
- 22 - De Belgische regeringspartij CD&V en haar kartelpartner N-VA verbreken hun politieke samenwerking. Geert Bourgeois neemt ontslag in de Vlaamse regering.
- 23 - Bij een schietpartij in Kauhajoki, Finland komen 11 mensen om, onder wie de dader.
- 24 - 3 oktober - Nederlands Film Festival
- 28 - De bank Fortis wordt voor een deel genationaliseerd door België, Nederland en Luxemburg die samen 49 procent van de aandelen in handen hebben.
- 30 - De Gouden Griffel voor het beste kinderboek gaat naar Jan Paul Schutten voor zijn boek Kinderen van Amsterdam.

oktober
- 1 - 11 - Kinderboekenweek
- 3 - Kredietcrisis: het Amerikaanse Congres neemt het Plan-Paulson aan, de grootste ingreep in de Amerikaanse economie sinds de New Deal
- 3 - De Nederlandse tak van Fortis wordt volledig genationaliseerd en overgenomen door de Nederlandse staat
- 5 - Grote brand in winkelcentrum Waterland te Spijkenisse
- 6 - BNP Paribas neemt 75% van de aandelen van Fortis Bank België over en 100% van Fortis Insurance
- 7 - De Veiligheidsraad van de Verenigde Naties neemt een Resolutie  aan waarin landen met schepen in de regio opgeroepen worden militaire actie te ondernemen om de Somalische piraterij te onderdrukken.
- 8 - Vuurtoren aan de Maasvlakte wordt gedoofd.
- 9 - Jom Kipoer
- 11 - De extreemrechtse politicus Jörg Haider (57) komt om bij een verkeersongeval nadat hij in dichte mist met hoge snelheid over de kop is geslagen met zijn dienstauto.
- 11 - Ook de RTL-presentator Ernst-Paul Hasselbach (43) komt samen met een Belgische vrouwelijke collega om bij een verkeersongeval tijdens tv-opnames in Noorwegen.
- 11 - De bank Icesave (onderdeel van de IJslandse bank Landsbanki) gaat failliet. Ruim 120.000 spaarders kunnen niet meer bij hun spaargeld.
- 31 - Op vliegveld Tempelhof in Berlijn is de laatste vlucht uitgevoerd en het vliegveld wordt nu definitief gesloten.

- Bij Borgharen wordt begonnen met het Grensmaasproject, waarin België en Nederland ieder aan hun kant het stroomgebied van de Maas verbreden en verdiepen, en ruimte scheppen voor een natuurlijke oeverstructuur.

november
- 4 - Barack Obama wint in de Verenigde Staten de presidentsverkiezingen.
- 6 - In Malmö wordt de sport- en evenementenhal Malmö Arena geopend.
- 13 - De Russische journalist Michail Beketov wordt aangevallen en zwaar mishandeld waardoor hij invalide wordt. Dit volgt op een aantal intimidaties wegens zijn kritiek op de aanleg van een snelweg door een bosgebied.
- 14 - Domino Day 2008 gehouden in Leeuwarden. Hier wordt een nieuw wereldrecord van 4.345.027 ongevallen stenen gevestigd.
- 22 - Junior Eurovisiesongfestival 2008, in Limasol (Cyprus). De winnaar is de groep Bzikebi uit Georgië met hun liedje "Bzz...". Ze hebben gewonnen met 154 punten. Dit is de eerste overwinning van Georgië op een Junior Eurovisiesongfestival.
- 26 - 29 - In de Indiase stad Mumbai vinden tien aanslagen plaats en sommige duren drie dagen tot 29 november doordat terroristen zich verschansen in de door hen aangevallen gebouwen, met langdurige vuurgevechten met commando's tot gevolg.

december
- 2 - De afbraak van het Palast der Republik in Berlijn, de zetel van de Volkskammer ten tijde van de DDR, wordt voltooid.

- 6 - Begin van de Griekse decemberrellen van 2008
- 11 - De Amerikaanse zakenman Bernie Madoff wordt gearresteerd door de FBI. Hij wordt ervan beschuldigd zijn klanten met een  ponzifraude voor zo'n 65 miljard dollar te hebben opgelicht via de vermogensbeheerpoot van zijn onderneming.

- 27 - Bij Israëlische luchtaanvallen op gebouwen van Hamas in de Gazastrook vallen meer dan 220 doden. De aanvallen zijn een reactie op door Hamas opgeëiste raket- en mortieraanvallen op Israëlisch grondgebied. Door de wederzijdse aanvallen lijkt een verlenging van het op 19 december afgelopen bestand tussen beide partijen ver weg.
- 28-2 januari 2009 - Taizé in Brussel. 40.000 jongeren van over heel Europa komen samen om hun geloof te betuigen.
- 30 - De regering-Leterme I van België treedt af.

## Muziek

### Populaire muziek
Bestverkochte singles in Nederland:
1. Amy MacDonald - This is the life
2. Gabriella Cilmi - Sweet about me
3. Mark Ronson & Amy Winehouse - Valerie
4. Madonna & Justin - 4 Minutes
5. Duffy - Mercy
6. Coldplay - Viva la vida
7. Marco Borsato - Stop de tijd
8. Marco Borsato - Dochters
9. Marco Borsato - Wit licht
10. Nick & Simon - Rosanne

Bestverkochte albums in Nederland:
1. Amy Winehouse - Back to black
2. Amy MacDonald - This is the life
3. Marco Borsato - Wit licht
4. Coldplay - Viva la vida or death and all his friends
5. Nick & Simon - Vandaag
6. Jan Smit - Stilte in de storm
7. Duffy - Rockferry
8. Alain Clark - Live it out
9. Anouk - Who's your momma
10. Madonna - Hard candy

Bestverkochte singles in Vlaanderen:
1. Amy MacDonald - This is the life
2. Leona Lewis - Bleeding love
3. Madonna & Justin - 4 Minutes
4. Rihanna - Don't stop the music
5. Laurent Wolf - No stress
6. Duffy - Mercy
7. Katy Perry - I kissed a girl
8. Colbie Caillat - Bubbly
9. Estelle & Kanye West - American boy
10. Robert Abigail - Mojito song

Bestverkochte albums in Vlaanderen:
1. Clouseau - Clouseau 20
2. Coldplay - Viva la vida or death and all his friends
3. Milk Inc. - Forever
4. Amy Winehouse - Back to black
5. dEUS - Vantage point
6. Amy MacDonald - This is the life
7. Marco Borsato - Wit licht
8. Laura Lynn & Frans Bauer - Duetten
9. Duffy - Rockferry
10. AC/DC - Black ice

### Première
- 27 januari: Pehr Henrik Nordgren: Strijkkwartet nr. 10
- 29 januari: Thomas Larcher: Madhares (strijkkwartet nr. 3)
- 15 februari: Peter Adriaansz: Waves 5-7 in Utrecht
- 28 februari: William Bolcom: Symfonie nr. 8
- 28 februari: Leif Segerstam: Symfonie nr. 181 (waarschijnlijk enige uitvoering)
- 27 maart: Leonardo Balada: Capriccio nr. 4
- 29 maart: Jonathan Leshnoff: Dubbelconcert voor viool en altviool
- 11 april: Hoboconcert van Kalevi Aho
- 5 mei: Hoornconcert "Winterreise" van Krzysztof Penderecki
- 11 mei: Boris Tsjaikovski: Na het Bal (postuum)
- 22 mei: Colin Matthews: Delen voor een klarinetconcert (naar Benjamin Britten)
- 25 juli: Pehr Henrik Nordgren: Strijkkwartet nr. 11
- 23 oktober: Erkki-Sven Tüür: Illuminato (altvioolconcert)
- 13 november: Leif Segerstam: Symfonie nr. 162 (waarschijnlijk enige uitvoering)
- 20 december: Arvo Pärt: Alleluia-Tropus

### Prijzen
- De Franse schrijver Jean-Marie Gustave Le Clézio ontvangt de Nobelprijs voor Literatuur
- De Duitse schrijver Josef Winkler ontvangt de Georg-Büchner-Preis

### Publicaties
- Les Années van Annie Ernaux. In 2020 kwam de Nederlandse vertaling van Rokus Hofstede uit: De jaren.

## Beeldende kunst

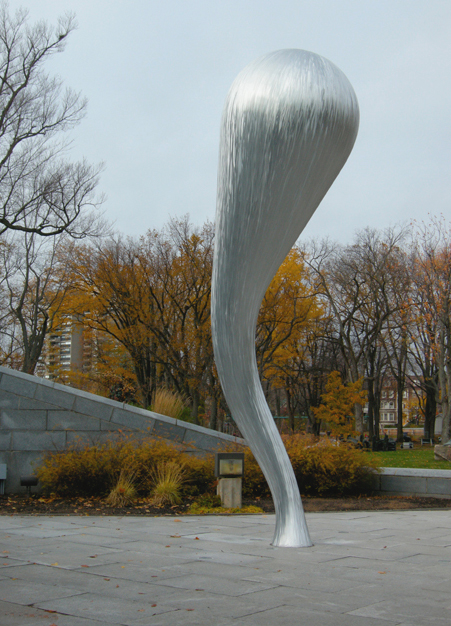
Trombe (2008) Jean-Pierre Morin, Quebec
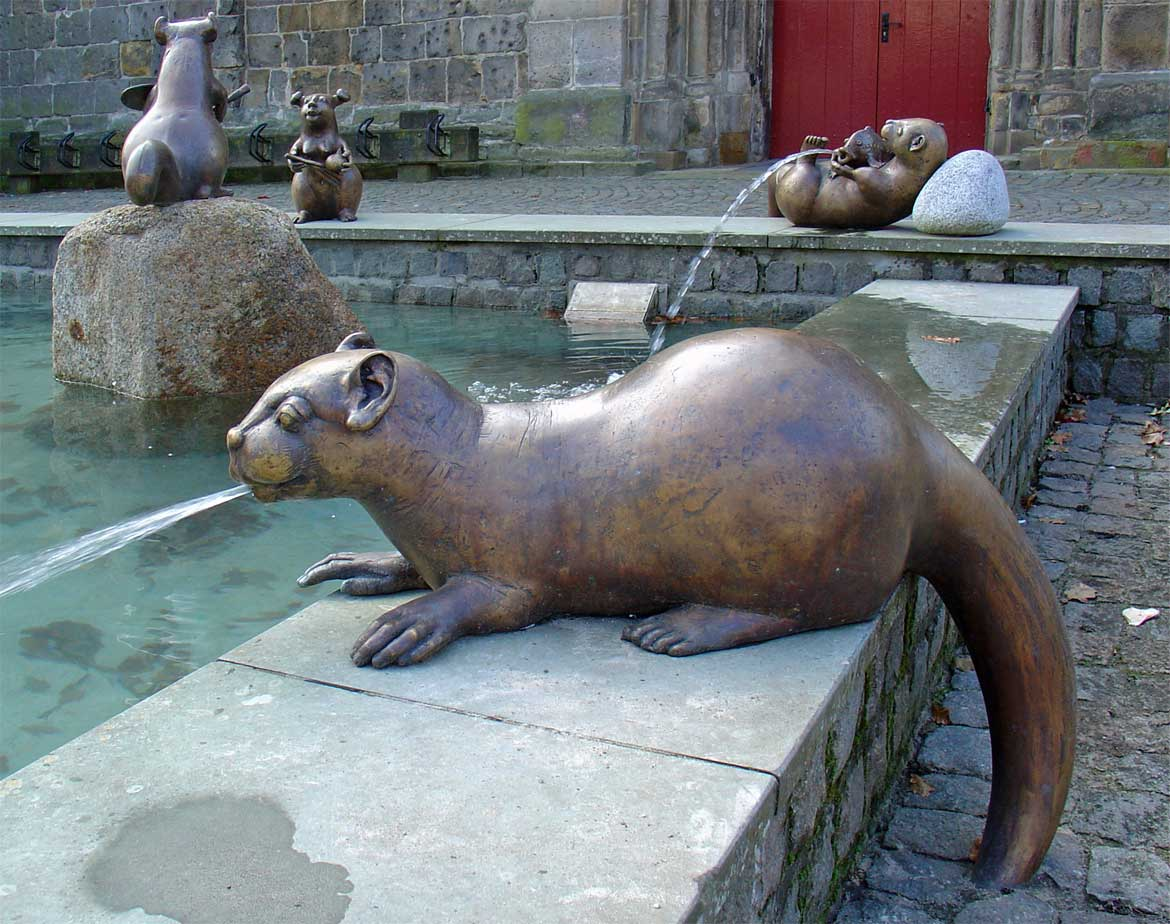
Fontein in Ootmarsum (2008) Gernot Rumpf

## Bouwkunst

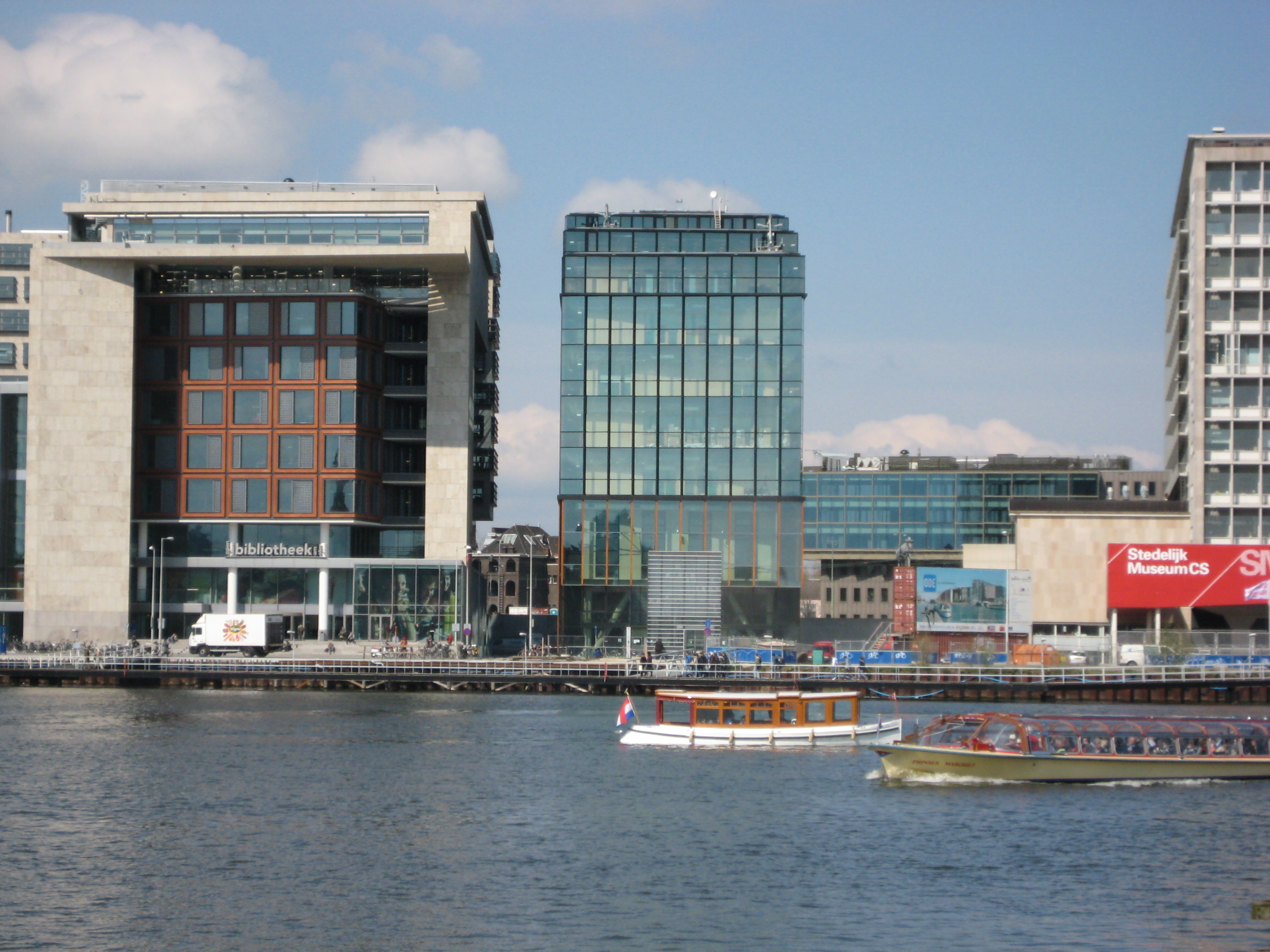
Conservatorium van Amsterdam (2008) Frits van Dongen
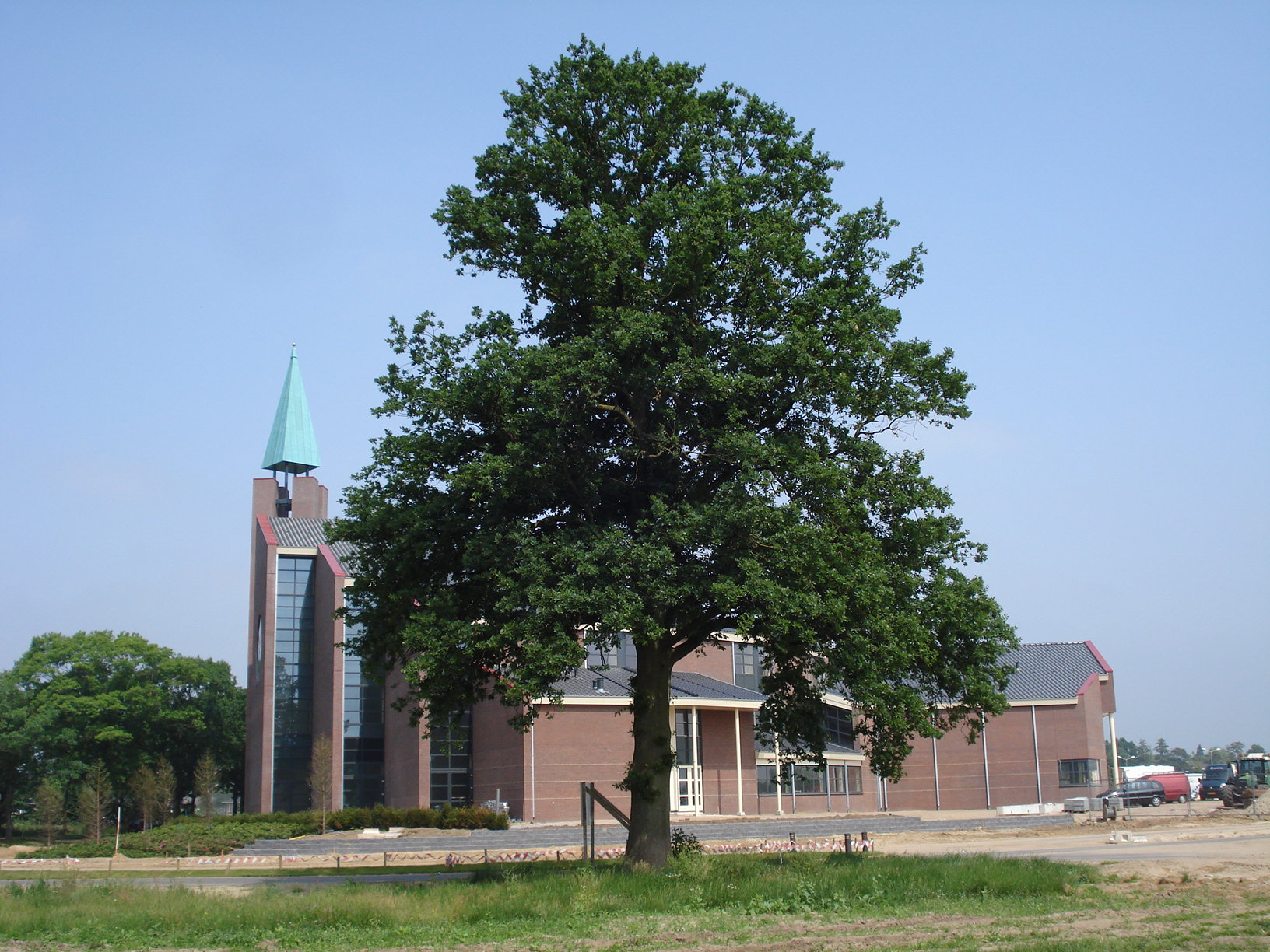
De Hoeksteen, Barneveld (2008) Van Beijnum, Amerongen

## Geboren
- 3 januari - Raegan Revord, Amerikaans actrice
- 4 januari - Rayssa Leal, Braziliaans skateboardster
- 11 januari - Sean Steur, Nederlands voetballer
- 8 februari - Kaden Braithwaite, Engels voetballer
- 8 februari - Stijn De Ruijter, Belgisch basketballer
- 1 maart - Silver Metz, Nederlands musicalacteur en zanger
- 12 maart - Emma Kok, Nederlands zangeres
- 19 maart - Máximo Quiles, Spaans motorcoureur
- 27 maart - Tom Kalender, Duits autocoureur
- 12 april - Tomine Enger, Noors voetbalster
- 16 april - Eléonore van België, Belgisch prinses
- 17 april - Gavin Warren, Amerikaans acteur
- 29 april - Ranneke Derks, Nederlands voetbalster
- 25 mei - Nikita Johnson, Brits autocoureur
- 1 juni - Pepijn Reulen, Nederlands voetballer
- 18 juni - Guille Fernández, Spaans voetballer
- 5 augustus - Hudson Meek, Amerikaans acteur (overleden 2024)
- 9 augustus - Freddie Slater, Brits autocoureur
- 27 augustus - Marie Preus, Noors voetbalster
- 31 augustus - Nienke Mulder, Nederlands voetbalster
- 27 september - Sil van der Zwan, Nederlands acteur
- 2 oktober - Nera Tiebwa, Kiribatisch judoka
- 24 november - Aymee Altena, Nederlands voetbalster
- 12 december - Alba Hurup Larsen, Deens autocoureur
- 16 december - Joanne Ciconte, Australisch autocoureur

## Weerextremen in België
- 8 februari: hoogste maximumtemperatuur ooit op deze dag: 14,5 °C.
- 15 maart: hoogste etmaalsom van de neerslag ooit op deze dag: 22,2 mm
- maart: maart met hoogste neerslagtotaal: een neerslagtotaal met 140,5 mm (normaal 53,6 mm).
- mei: mei met hoogste gemiddelde maximumtemperatuur: 21,3 °C (normaal 17,2 °C).
- mei: mei met hoogste gemiddelde minimumtemperatuur: 11,4 °C (normaal 8,3 °C).
- mei: mei met hoogste gemiddelde temperatuur: 16,4 °C (normaal 12,7 °C).
- mei: mei met laagste relatieve vochtigheid: 62% (normaal 75,5%).
- 2 juli: hoogste etmaalsom van de neerslag ooit op deze dag: 23,8 mm.
- 3 augustus: hoogste etmaalsom van de neerslag ooit op deze dag: 36,4 mm.

Bron: KMI Gegevens Ukkel 1901-2003 met aanvullingen.